# 随願寺
随願寺（ずいがんじ）は、兵庫県姫路市にある天台宗の寺院である。山号は増位山（ますいさん）。本尊は薬師如来。

## 概要
姫路市街北方に位置する増位山西南の山間にある。『播州増位山随願寺集記』（乾元元年・1302年成立）所収の寺伝によれば、厩戸皇子（聖徳太子）が高麗僧の慧便（えべん）に命じ開基した増位寺が前身であり、後に行基によって中興されたという。『集記』によれば、当初は法相宗寺院であったが、承和元年（834年）仁明天皇の命により天台宗寺院となり、嘉承2年（849年）「随願寺」の寺号を与えられたと伝え、後には播磨天台六山の一つに数えられるようになった。『集記』は宇多法皇、白河法皇などの行幸、平清盛による伽藍修造、源頼朝による一切経奉納などの事跡を伝えるが、他に史料がなく、中世以前の寺史については伝承の域を出ない。
17代長吏（住職）の正覚房道邃（しょうがくぼうどうずい、? – 1157年）は学僧として知られ、多くの著作がある。
中世末期には多くの衆徒を抱え、多数の坊舎が立ち並ぶ大寺院であったが、天正元年（1573年）に三木の別所長治に攻められ全山焼失。寺僧は他所に避難していたが、天正14年（1586年）旧地に再興された。今の本堂は、寛文6年（1666年）姫路藩主榊原忠次によって再建されたものであり、堂内には狩野探幽作の天井画が残っている。
2014年8月、小寺休夢の僧名「善慶」が刻まれた供養塔が、塔頭の地蔵院跡地から見つかった。

## 伽藍・境内施設

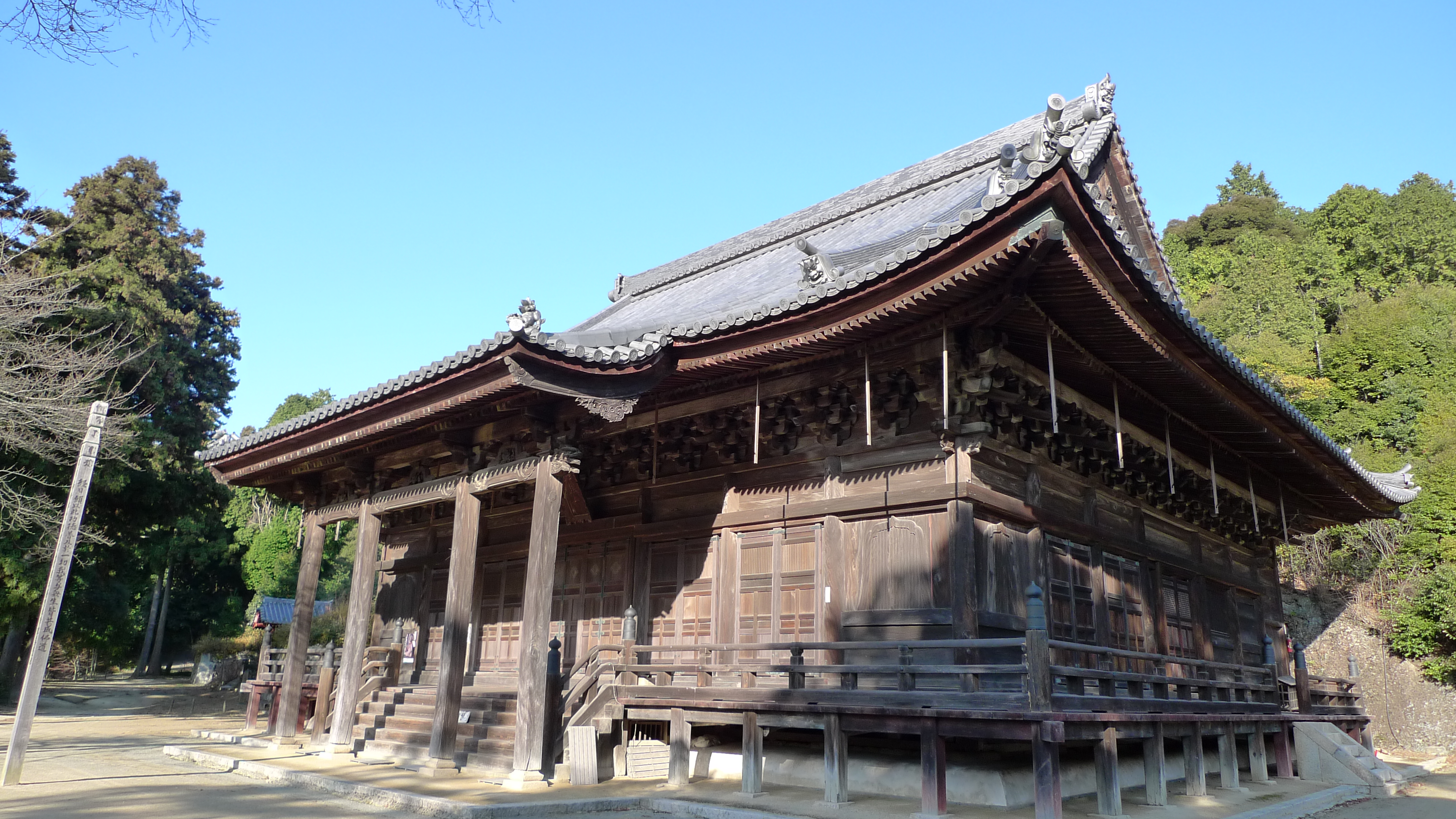
本堂
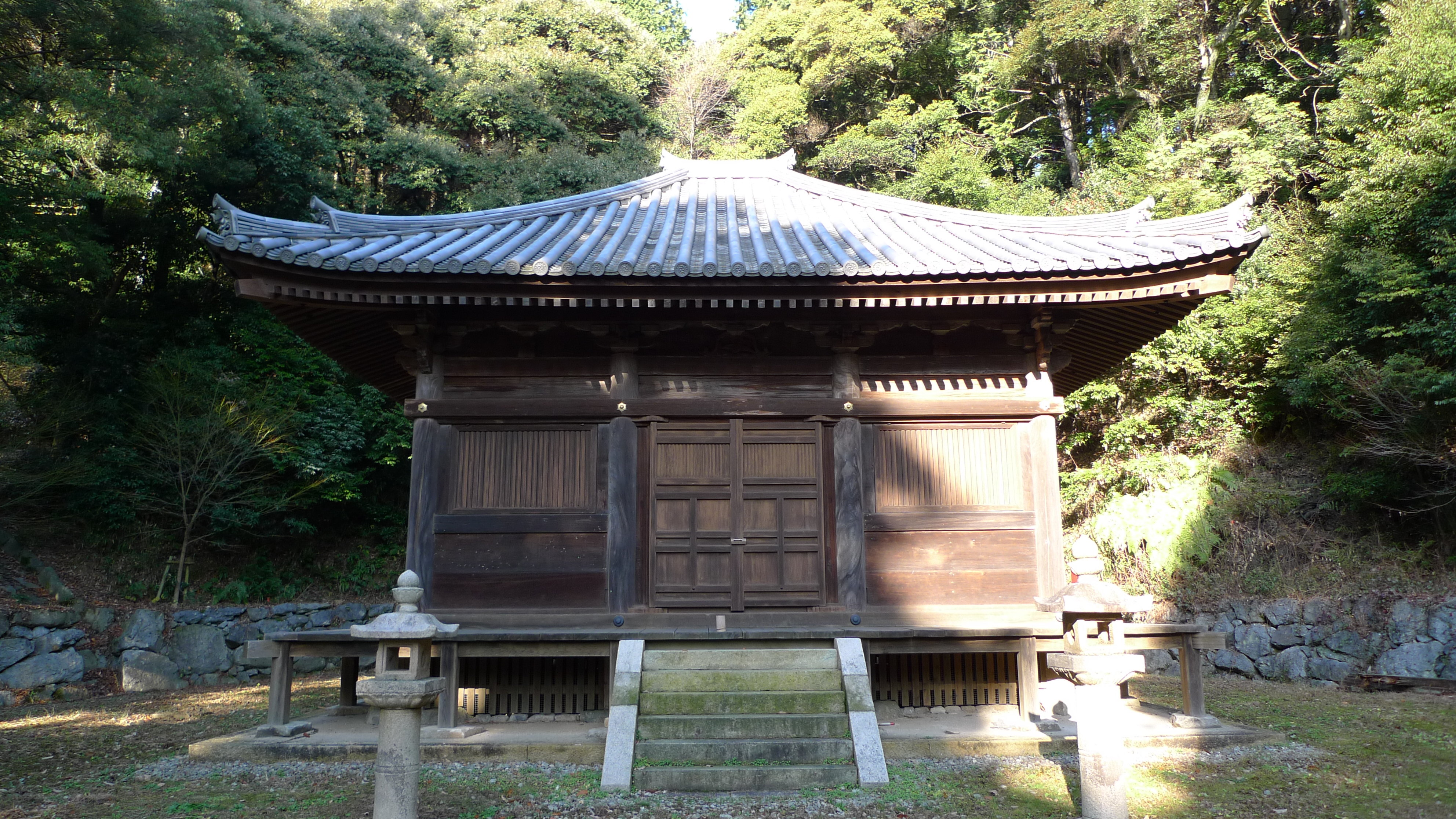
開山堂

- 開山堂（奥の院）
- 常行堂（念仏堂）
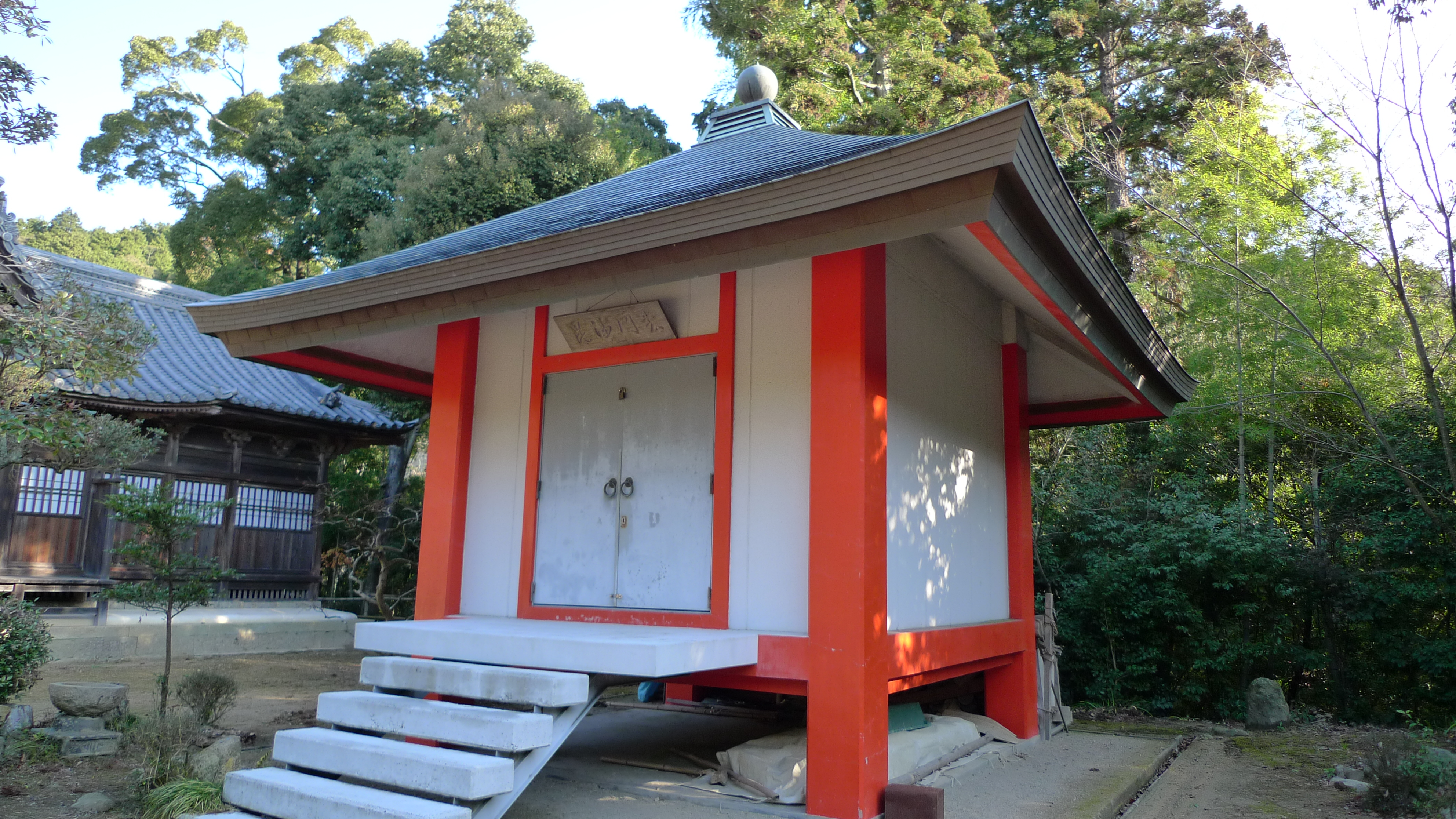
毘沙門堂
- 経堂（実相殿）
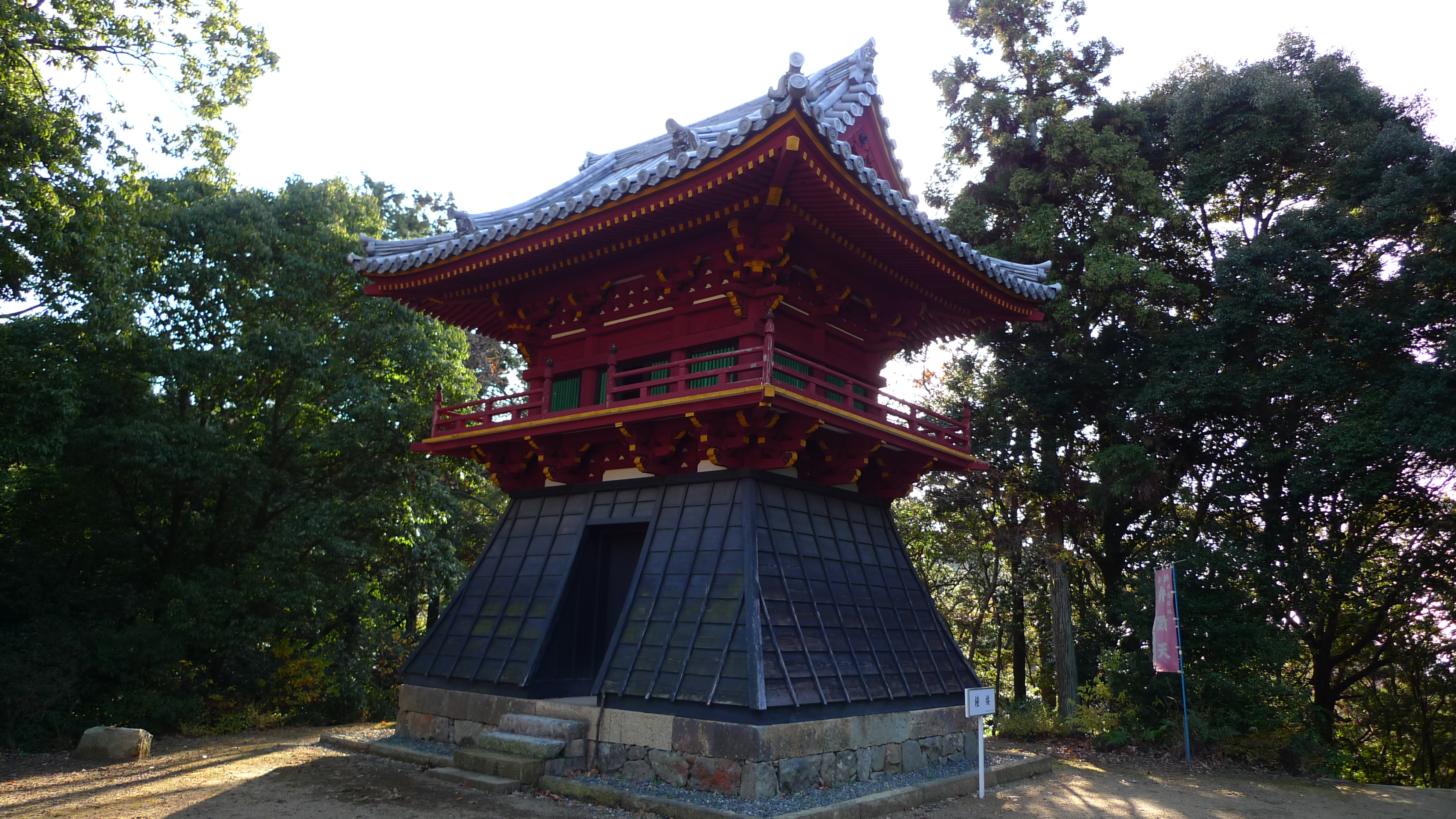
鐘楼
- 蓑塚
- 風羅堂跡
- 五丁石の石仏
- 井上千山の墓
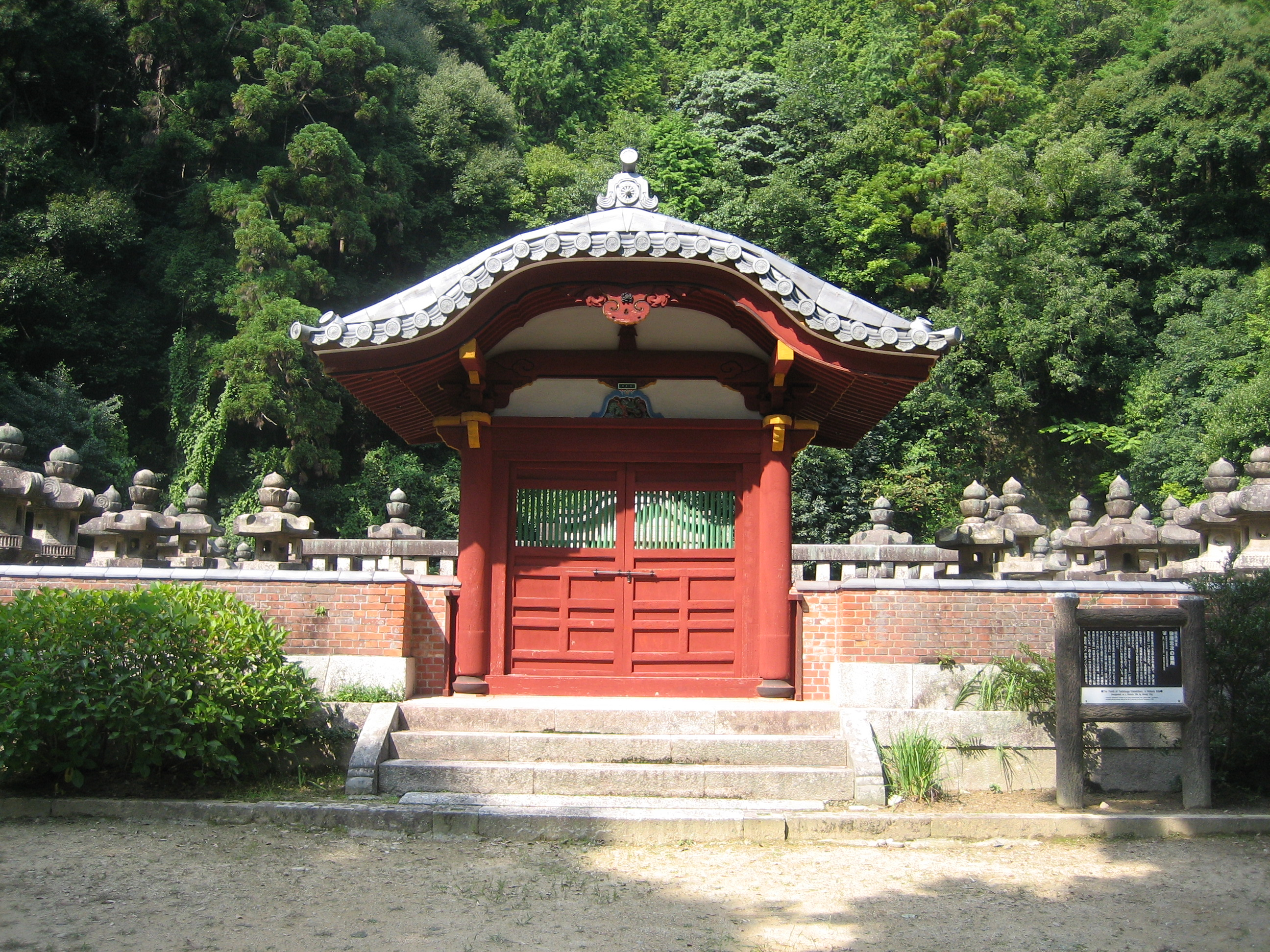
榊原忠次の墓
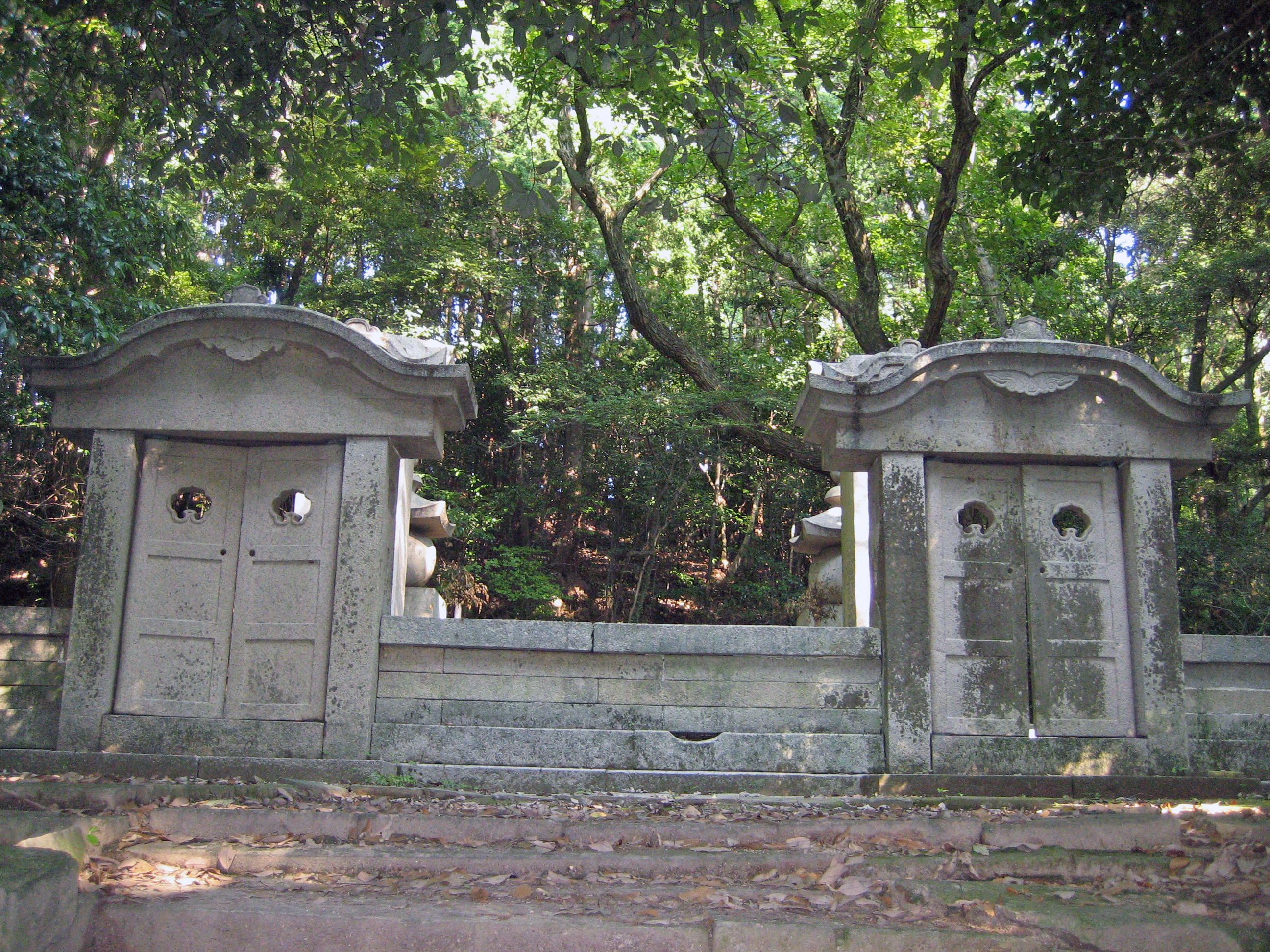
榊原政邦の墓
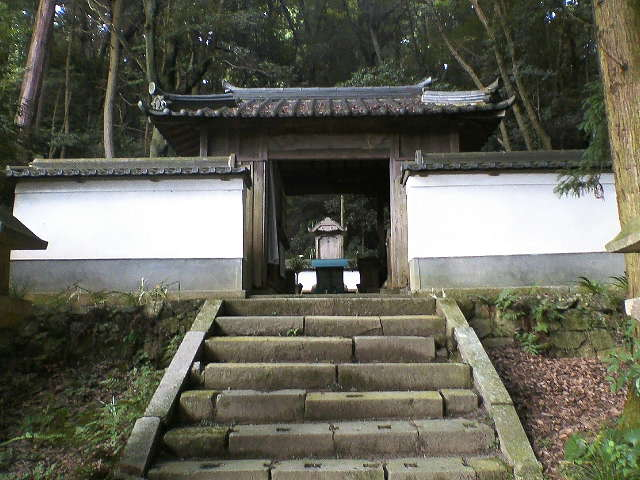
実相院の墓
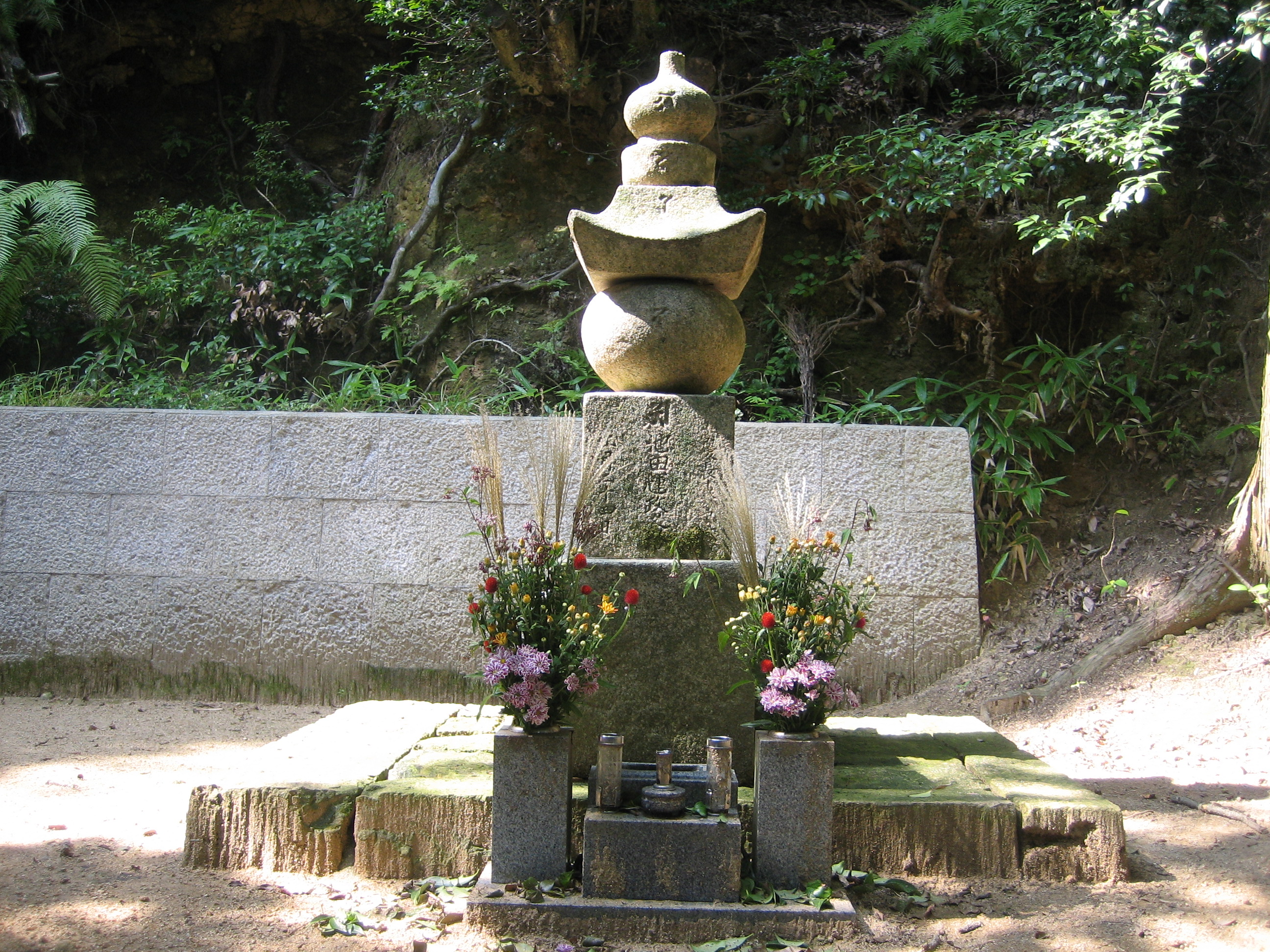
池田輝政の供養塔
- 道邃[注釈 1]、善榮[注釈 2]、善慶[注釈 3]の供養塔

- 本堂
- 開山堂
- 毘沙門堂
- 鐘楼
- 榊原忠次墓所
- 榊原政邦夫妻の墓所
- 榊原政邦の側室「実相院」の墓所
- 池田輝政の五輪塔

## 文化財

### 重要文化財（国指定）
- 随願寺	5棟
  - 本堂	附: 厨子、鬼瓦
  - 開山堂	附:厨子
  - 経堂	附:石碑
  - 鐘楼
  - 唐門
- 木造毘沙門天立像

### 兵庫県指定文化財
- 木造薬師如来坐像

### 姫路市指定文化財
- 行基菩薩坐像
- 榊原忠次墓所
- 榊原政邦墓所

## 御詠歌
- 播磨西国三十三箇所

ただ頼め 仏の誓い 増位山 まいる心の たのもしき身を
- 播州薬師霊場

増位山 のぼりてみれば ありがたや 瑠璃の薬を あたえまします

## 年中行事
- 2月11日 － 追儺会ならびに大護摩（本堂）
- 毎月6日 － 実相院殿護摩供（実相殿）
- 毎月28日 － 不動明王護摩供（念仏堂）

## 前後の札所
- 播磨西国三十三箇所

3 八葉寺 － 4 随願寺 － 5 光正寺
- 播州薬師霊場

14 薬常寺 － 15 随願寺 － 16 圓教寺

## 交通

### バス
神姫バス「白国」停留所下車、北へ約350m。本堂へは約800m登山。

### 鉄道
JR播但線野里駅より徒歩約13分。

### 道路
兵庫県道518号砥堀本町線より「随願寺入口」交差点北へすぐ。